# Personen der „Roten Kapelle“
Diese Liste umfasst die Beteiligten, Mitwisser und Helfer der Widerstandsgruppen, die von der Gestapo mit dem Sammelbegriff „Rote Kapelle“ bezeichnet wurden, einschließlich der Personen, die von dem Gestapo-Sonderkommando Rote Kapelle verhaftet wurden. Da dieses Sonderkommando auch gegen Informationsnetze in der Schweiz vorging, werden hier Personen, die dort gewirkt haben, miteinbezogen.

## A
- Robert Abshagen (1911–1944), Versicherungsangestellter, Seemann und Bauarbeiter, verhaftet am 19. Oktober 1942 in Hamburg bei der Fahndung nach Erna Eifler
- Vera Ackermann[1] (Alias la noire (fr) / la Negra (sp))[2] entging den Verhaftungen
- Maurice Aenis-Haenslin (* 20. Februar 1893 in Denis), war der Verbindungsmann zwischen Robinson und Rahel Dübendorfer in Genf[3]
- Bernhard Almstadt (1897–1944), Geschäftsführer
- Leonid Abramowitsch Anulow (1897–1974), sowjetischer Kundschafter und Organisator der Informationsbeschaffung in der Schweiz.
- Rita Arnould († 20. August 1943 in Berlin-Plötzensee), verhaftet in Brüssel in der Rue des Atrebates 101 am 13. Dezember 1941, Todesurteil im April 1943

## B
- Bernhard Bästlein (1894–1944), Feinmechaniker, verhaftet am 15. Oktober 1942 in Hamburg bei der Fahndung nach Erna Eifler
- Margarete Barcza (* 1912 in der späteren ČSR; † 1985 in Belgien), verhaftet am 12. November 1942 in Marseille, deportiert bis 11. Mai 1945
- Robert Barth (* 17. April 1910; † 31. Dezember 1945), Schriftsetzer, Fallschirmspringer, verhaftet am 9. Oktober 1942 in Berlin[4]
- Arnold Bauer (1909–2006), Schriftsteller, verhaftet am 8. September 1942
- Carl Baumann (1912–1996), Künstler, verhaftet am 19. September 1942 in Berlin
- Anna Becker († 11. August 1943 im Industriehof des KZ Sachsenhausen)[5]
- Emil Becker († 11. August 1943 im Industriehof des KZ Sachsenhausen)[6]
- Karl Behrens (1909–1943), Werkzeugkonstrukteur, verhaftet am 16. September 1942 an der Ostfront, der 2. Senat des Reichskriegsgerichts verkündete am 18. Januar 1943 die Todesstrafe
- Cläre Behrens (geboren 1915 in der Schweiz; gestorben 1991 in Berlin-Lichtenberg)
- Hanna Berger (1910–1962), Tänzerin, verhaftet am 24. Oktober 1942 in Posen
- Liane Berkowitz (1923–1943), Schülerin, verhaftet am 26. September 1942 in Berlin, der 2. Senat des Reichskriegsgerichts verkündete am 20. Januar 1943 die Todesstrafe
- Maurice Beublet († 28. Juli 1943 in Berlin-Plötzensee), verhaftet am 4. Dezember 1942 in Brüssel
- Len Beurton (1914–1997), Schweiz
- Anna Beuthke († 11. August 1943 im Industriehof des KZ Sachsenhausen),[7] Mutter von Ernst Beuthke
- Ernst Beuthke (1903–1943), Spanienkämpfer[7]
- Friedrich Beuthke (1903–1943),[8] Bruder von Ernst Beuthke
- Charlotte Beuthke (* 6. Juni 1909; † 11. August 1943 im Industriehof des KZ Sachsenhausen),[8] Schwägerin von Ernst Beuthke
- Richard Beuthke (* 4. Juli 1881; † 11. August 1943 im Industriehof des KZ Sachsenhausen),[8] Vater von Ernst Beuthke
- Walter Beuthke (* 22. Juni 1904; † 11. August 1943 im Industriehof des KZ Sachsenhausen),[8] Bruder von Ernst Beuthke
- Charlotte Bischoff (1901–1994), Kontoristin
- Kurt Bietzke (1894–1943), Maler, Gruppe Tucholla, am 8. Juli 1942 wurde er auf seiner Arbeitsstelle in Berlin-Lankwitz verhaftet, der Volksgerichtshof fällte am 17. August 1943 das Todesurteil
- Herbert Bittcher (1908–1944), Hamburg, wurde im Oktober 1942 zusammen mit Heinz Priess verhaftet wegen der Unterstützung von Erna Eifler und Wilhelm Fellendorf
- Georges Blun, Widerstandsgruppe Georges Blun, Schweiz[9]
- Karl Böhme (* 5. Mai 1914; † 29. Oktober 1943), kaufmännischer Angestellter, verhaftet am 16. September 1942 in Berlin, der 2. Senat des Reichskriegsgerichts verkündete am 30. Januar 1943 die Todesstrafe „wegen Vorbereitung zum Hochverrat in Tateinheit mit Feindbegünstigung und wegen Beihilfe zur Spionage“
- Margarete Böhme, verhaftet am 16. September 1942 in Berlin[10]
- Wilhelm Bölter Wilhelm Ernst Erich Bölter (* 5. Februar 1903; †?), verhaftet am 23. Oktober 1942 in Berlin, der 2. Senat des Volksgerichtshofes verurteilte ihn am 21. August 1943 zu acht Jahren Zuchthaus
- Anton Börner, Tapezierer, KPD-Funktionär aus Thüringen, Spanienkämpfer, Absolvent einer sowjetischen Funkerschule und einer der Fallschirmspringer[11]
- Wilhelm Bösch (*?; † 10. April 1945), Gruppe Homann[12]
- Hermann Böse (1870–1943)
- Paul Böttcher (1891–1975), Schweiz
- Margrit Bolli, alias Rosie (1919–2017), Tänzerin und Funkerin, Schweiz
- Cato Bontjes van Beek (1920–1943), Keramikerin, verhaftet am 20. September 1942 in Berlin, der 2. Senat des Reichskriegsgerichts verkündete am 18. Januar 1943 die Todesstrafe
- Mietje Bontjes van Beek (1922–2012), deutsche Malerin und Autorin
- Jan Bontjes van Beek (1899–1969), Keramiker, verhaftet am 20. September 1942 in Berlin
- Olga Bontjes van Beek (1896–1995), deutsche Tänzerin, Bildhauerin und Malerin
- Elsa Boysen (* 17. Februar 1883; † 1963), eine Tante von Harro Schulze-Boysen, die am 26. September 1942 ebenfalls verhaftet wurde
- Walter Bremer (* 28. Dezember 1904 in Köpenick / Kreis Teltow (heute Berlin-Köpenick); † 30. September 1995 in Berlin), DHP-Student und Polizist, war beteiligt an der Herstellung und am Vertrieb der Inneren Front
- Robert Breyer († 28. Juli 1943 in Berlin-Plötzensee), verhaftet in Paris am 25. November 1942
- Cay von Brockdorff (1915–1999), Bildhauer, verhaftet am 20. Oktober 1942 an der Ostfront, der 2. Senat des Reichskriegsgerichts verurteilte ihn am 21. April 1943 „wegen Vorbereitung zum Hochverrat“ zu vier Jahren Gefängnis
- Erika Gräfin von Brockdorff (1911–1943), Büroangestellte, verhaftet am 16. September 1942 in Berlin, der 3. Senat des Reichskriegsgerichts verkündete am 16. Januar 1943 die Todesstrafe
- Eva-Maria Buch (1921–1943), Buchhändlerin und Studentin, verhaftet am 11. Oktober 1942 in Berlin, der 2. Senat des Reichskriegsgerichts verkündete am 3. Februar 1943 die Todesstrafe „wegen Vorbereitung eines hochverräterischen Unternehmens und wegen Feindbegünstigung“
- Walter Budeus (1902–1944), Maschinenschlosser
- Hugo Buschmann, Industriekaufmann,[13] im März 1943 verhaftet
- Leo Buschmann
- Heinrich Bußmann (1896–1942), SPD-Mitglied

## C
- Caspary/Caspari, siehe Vigier
- Robert Christen, verhaftet am 25. November 1942 in Brüssel, deportiert nach Mauthausen
- Di Pao Chen Chu, Schweiz, Gruppe Pakbo, Presseattaché an der Chinesischen Gesandtschaft in Bern
- Joséphine Clais († Anfang 1945 im KZ Ravensbrück), Schwester von Germaine Schneider
- Reneé Clais († 10. März 1945 im KZ Mauthausen), Schwester von Germaine Schneider
- Suzanne Cointe († Juli 1943 in Berlin-Plötzensee), verhaftet am 19. November 1942 in Paris
- Frieda Coppi, geborene Schoen (* 22. September 1884; † 8. Februar 1961), Arbeiterin, Mutter von Hans Coppi, wurde am 12. September 1942 in Berlin verhaftet
- Hans Coppi (1916–1942), Scharfenbergschüler, Dreher, am 12. September 1942 in Schrimm verhaftet, der 3. Senat des Reichskriegsgerichts verkündete am 19. Dezember 1942 die Todesstrafe
- Hilde Coppi geb. Rake (1909–1943), Sprechstundenhilfe, am 12. September 1942 in Berlin verhaftet, der 2. Senat des Reichskriegsgerichts verkündete am 20. Januar 1943 die Todesstrafe
- Kurt Coppi, am 12. September 1942 in Berlin verhaftet
- Robert Coppi (* 16. Dezember 1882; † 14. Oktober 1960), Arbeiter, Vater von Hans Coppi, wurde am 12. September 1942 in Berlin verhaftet
- Alfred Corbin (* 1916 in Paris; † 28. Juli 1943 in Berlin-Plötzensee), Geschäftsführer der Simex, verhaftet am 19. November 1942 in Paris
- Denise Corbin, verhaftet am 25. November 1942, inhaftiert in Fresnes (Paris)
- Marie Corbin († im KZ Ravensbrück), verhaftet am 26. November 1942
- Robert Corbin († 28. Juli 1943 in Plötzensee), verhaftet am 19. November 1942 in Paris, Todesurteil am 8. März 1943
- Fritz Cremer (1906–1993), Bildhauer

## D
- Anton Danilow alias Albert Desmets, siehe Kamy
- Elizabeth Depelsner (1913–1998), belgische Kommunistin, Pseudonym Betty
- Werner Dissel (1912–2003), Schauspieler
- Martha Dodd (1908–1990), Schriftstellerin
- Charles Drailly († 4. Januar 1945 im KZ Buchenwald), verhaftet am 25. November 1942
- Germaine Drailly, verhaftet am 25. November 1942 in Brüssel, dort inhaftiert bis 18. April 1943, dann im Gerichtsgefängnis Berlin-Moabit und anschließend deportiert ins KZ Ravensbrück; am 13. Mai 1945 vom Reichskriegsgericht zum Tod verurteilt, konnte während eines Luftangriffs aus der Haft entkommen und überlebte
- Nazarin Drailly († 28. Juli 1943 in Berlin-Plötzensee), verhaftet in Brüssel am 6. Januar 1943
- Solange Drailly, verhaftet am 6. Dezember 1942, blieb bis zum 16. April in St. Gilles in Geiselhaft
- Rachel Dübendorfer (1900–1973) als  Rachel Hepner, geschiedene Caspari/Gaspary, polnische Komintern-Beauftragte, mit dem Schweizer Heinrich Dübendorfer verheiratet und Sekretärin im Internationalen Arbeitsamt in Genf
- Jutta Dubinsky, verhaftet am 23. Oktober 1942 in Berlin, der 2. Senat des Volksgerichtshofes verurteilte sie am 21. August 1943 zu acht Jahren Zuchthaus
- Viktor Dubinsky (1912–1942), Student und Unteroffizier, verhaftet am 26. Oktober 1942 in Guben, der 2. Senat des Reichskriegsgerichts verurteilte ihn am 21. April 1943 „wegen Vorbereitung zum Hochverrat“ zu fünf Jahren Gefängnis
- Jacques Duclos (1896–1975), Paris. Koordinator der Résistance, managte einen Teil der Verbindungen Treppers nach Moskau.

## E
- Modeste Ehrlich, Paris, verheiratet mit einem deutschen Interbrigadisten, verhaftet im Dezember 1942, danach in ein Konzentrationslager deportiert und dort verstorben[14]
- Erna Eifler (1908–1944), Stenotypistin, Fallschirmspringerin, verhaftet am 15. Oktober 1942 in Hamburg
- Charlotte Eisenblätter (1903–1944), Gruppe um Robert Uhrig
- Horst von Einsiedel (1905–1947), Jurist, Ökonom
- Ina Ender (1917–2008), verh. Lautenschläger, „Vorführdame“
- Alfred Ernst, Büro D, Schweiz

## F
- Katharina Fellendorf (1884–1944), Hausfrau, Mutter von Wilhelm Fellendorf
- Wilhelm Fellendorf (1903–1944), Schlosser, Kraftfahrer, im Mai 1942 mit Erna Eifler als Fallschirmspringer nach Deutschland gekommen, verhaftet am 28. Oktober 1942 in Hamburg, in Gestapo-Haft ermordet
- Elisabeth Martha Fischer (1908–unbekannt), Deutschland,[15]
- Heinrich Fomferra (1895–1979), Kundschafter der GRU
- Alexander Foote (1905–1957), Schweiz
- Karl Frank (1906–1944), Möbeltischler und Politiker
- Martha Freudenberger[16], Freundin von Albert Voigts
- Martha Friese, wurde am 14. September 1942 in Berlin verhaftet

## G
- Erwin Gehrts (1890–1943), Journalist, Oberst der Luftwaffe, verhaftet am 9. Oktober 1942 in Berlin, der 2. Senat des Reichskriegsgerichts verkündete am 10. Januar 1943 die Todesstrafe
- Walter Gersmann (* unbekannt; † Ende 1942), Gärtner, Fallschirmspringer; auf Anweisung der Gestapo exekutiert[17]
- Richard Gernhuber, war aktiv zusammen mit Ernst Sieber
- Jean Gesser, inhaftiert in Breendonk[18]
- Selma Gessner–Bührer (1916–1974), Schweiz
- Lucien Giraud, Treppers Verbindung zur Französischen Kommunistischen Partei, entging den Verhaftungen
- Pierre Giraud, * 1914, verhaftet im Dezember 1942 in Paris, Suizid Anfang 1943 in Fresnes[19]
- Suzanne Giraud, Ehefrau von Pierre Giraud, (1910–?)
- Robert Giraud (* 1906; † 28. Juli 1943 in Berlin-Plötzensee), Treppers Verbindung zur Französischen Kommunistischen Partei
- Walter Glass (* 7. März 1989 in Magdeburg; † 2. Dezember 1956 in Berlin), Inhaber einer Modelltischlerei, Vater von Lucie Nix und Vera Wulff, beherbergte und versorgte 1944 mit seinen Töchtern den geflohenen Bernhard Bästlein, hatte Kontakt zu Franz Jacob, Festnahme 5. Juli 1944, VGH-Urteil am 1. November 1944 – 4 Jahre Zuchthaus
- Ursula Goetze (1916–1943), Studentin, verhaftet am 15. Oktober 1942 in Berlin, der 2. Senat des Reichskriegsgerichts verkündete am 18. Januar 1943 die Todesstrafe „wegen Vorbereitung zum Hochverrat und wegen Feindbegünstigung“
- Sarah Goldberg (* 1. Januar 1921; † 10. Juni 2003), Widerstandskämpferin der Roten Kapelle in Belgien, Mitarbeiterin von Anatoli Markowitsch Gurewitsch; von der Gestapo am 4. Juni 1943 in Forest/Vorst verhaftet, 18. bis 22. Januar 1945 Todesmarsch vom KZ Auschwitz-Birkenau in das KZ Ravensbrück, von der Roten Armee am 23. April 1945 an der Elbe befreit.
- Joseph Goldenberg, verhaftet Anfang 1942, im KZ Fort Breendonk inhaftiert von September 1942 bis März 1943, nach einem „Verhör“ dort verstorben am 13. April 1943.
- Herbert Gollnow (1911–12. Februar 1943), Konsulatssekretär, Oberleutnant der Luftwaffe, verhaftet am 19. Oktober 1942 in Berlin, der 3. Senat des Reichskriegsgerichts verkündete am 19. Dezember 1942 die Todesstrafe
- Otto Gollnow (1923–1944?), Banklehrling, Soldat, verhaftet am 26. September 1942 in Berlin, der 2. Senat des Reichskriegsgerichts verkündete am 18. Januar 1943 „wegen Zersetzung der Wehrkraft“ eine sechsjährige Zuchthausstrafe
- Daan Goulooze (1901–1965), Niederländer, Kundschafter der GRU
- Willi Gurklies, Deutscher, Gruppe um John Sieg in Neukölln[20]
- Max Grabowski (* 1. Januar 1897; † 20. Januar 1981), Künstler, war beteiligt an der Herstellung der Zeitschrift Die Innere Front[11]
- Otto Grabowski (* 3. Dezember 1892; † 9. Juli 1961), war beteiligt an der Herstellung der Zeitschrift Die Innere Front
- Herbert Grasse (1910–1942), Drucker, verhaftet am 23. Oktober 1942 in Berlin
- John Graudenz (Johannes Graudenz) (1884–1942), Journalist / Fotograf / Handelsvertreter, verhaftet am 12. September 1942 in Berlin, der 3. Senat des Reichskriegsgerichts v verkündete am 19. Dezember 1942 die Todesstrafe „wegen Vorbereitung zum Hochverrat, Feindbegünstigung, Zersetzung der Wehrkraft und Spionage“
- Karin Graudenz, heute Karin Reetz; siehe Film von Stefan Roloff: „Die Rote Kapelle“, verhaftet am 12. September 1942 in Berlin
- Silva Graudenz, verhaftet am 12. September 1942 in Berlin
- Toni Graudenz, geb. Antonie Wasmuth, verhaftet am 12. September 1942 in Berlin, der 2. Senat des Reichskriegsgerichts verurteilte sie am 12. Februar 1943 „wegen Abhörens feindlicher Sender und Unterlassens einer Anzeige“ zu drei Jahren Gefängnis
- Adolf Grimme (1889–1963), Ministerialrat im Preußischen Kultusministerium, BRSD, verhaftet am 12. Oktober 1942 in Berlin, der 2. Senat des Reichskriegsgerichts verurteilte ihn am 3. Februar 1943 „wegen Vorbereitung eines hochverräterischen Unternehmens und wegen Feindbegünstigung“ zu drei Jahren Zuchthaus
- Maria Grimme, verhaftet am 12. Oktober 1942 in Berlin
- Anna Griotto, Gruppe Paris
- Medardo Griotto (1901–1943), Graveur, verhaftet im Dezember 1942, Todesurteil im März 1943, das in Berlin-Plötzensee vollstreckt wurde
- Leon Großvogel Léo Grossvogel (1904–1943/44), verhaftet am 16. Dezember 1942 in Brüssel
- Jeanne Großvogel-Pesant († 6. Juli 1943 in Berlin-Plötzensee), verhaftet in Brüssel am 25. November 1942
- Malvina Gruber, geborene Hofstadtjerowa, (* 6. Dezember 1900 in Jamborkretz/), Gruppe Paris, Kurierin zwischen Brüssel und Paris, Lebensgefährtin Raichmanns
- Wilhelm Guddorf (1902–1943), Redakteur und Übersetzer, verhaftet am 15. Oktober 1942 in Berlin, der 2. Senat des Reichskriegsgerichts verkündete am 3. Februar 1943 die Todesstrafe „wegen Vorbereitung zum Hochverrat und wegen Feindbegünstigung“
- Hilde Guddorf (1907–1980), Stenotypistin[21]
- Anatoli Gurewitsch (1913–2009), auch Anatoly Gourevitch, Viktor Sukulow, Deckname Kent, verhaftet am 12. November 1942 in Marseille

## H
- Ruthild Hahne (1910–2001), Bildhauerin, verhaftet am 21. Oktober 1942 in Berlin, der 2. Senat des Volksgerichtshofes verurteilte sie am 21. August 1943 zu vier Jahren Zuchthaus
- Rudolf Hamburger (1903–1980), Agent der GRU
- Edmond Hamel Edmond-Charles Hamel, Funker und Inhaber eines Radiofachgeschäfts in Genf, Schweiz
- Olga Hamel, Schweiz
- Ernst Happach,[22] am 12. September 1942 in Berlin verhaftet, 2 Jahre Zuchthaus wegen „Nichtanzeige eines Vorhabens des Hochverrats“
- Arvid Harnack (1901–1942), Oberregierungsrat im Reichswirtschaftsministerium, verhaftet am 7. September 1942, der 3. Senat des Reichskriegsgerichts verkündete am 19. Dezember 1942 die Todesstrafe
- Falk Harnack (1913–1991), Soldat
- Mildred Harnack geb. Fish (1902–1943), Literaturwissenschaftlerin, verhaftet am 7. September 1942, der 3. Senat des Reichskriegsgerichts verkündete am 16. Januar 1943 die Todesstrafe
- Ernst Hartwig, Angehöriger der Jacob/Bästlein/Saefkow-Organisation
- Hilde Hauck, (1905–1988), KPD-Politikerin, Widerstandskämpferin, MdL in NRW
- Hans Hausamann (1897–1974), Büro Ha, Schweiz
- Robert Havemann (1910–1982), Physikochemiker
- Wolfgang Havemann (* 1914), Stiefneffe von Arvid Harnack und vermutlich Cousin von Robert Havemann, arbeitete im „Marinenachrichtendienst“[23], verhaftet am 26. September 1942 in Flensburg-Mürwik, der 2. Senat des Reichskriegsgerichts verurteilte ihn am 17. Februar 1943 „wegen unterlassener Hochverratsanzeige“ zu neun Monaten Gefängnis
- Horst Heilmann (1923–1942), Student / Soldat, verhaftet am 5. September 1942, der 3. Senat des Reichskriegsgerichts verkündete am 19. Dezember 1942 die Todesstrafe
- Ida Heims und
- Kurt Heims gehörten zum Kreis um John Sieg.[24]
- Erich Heine, der 2. Senat des Reichskriegsgerichts verurteilte ihn am 3. Juli 1943 „wegen Zersetzung der Wehrkraft und Vorbereitung zum Hochverrat“ zu zehn Jahren Zuchthaus
- Hildegard Heine, der 2. Senat des Reichskriegsgerichts verurteilte sie am 3. Juli 1943 „wegen Nichtanzeige der Vorbereitung zum Hochverrat“ zu fünf Jahren Gefängnis
- Carl Helfrich (1906–1960), Journalist, tätig in der Informationsabteilung des Auswärtigen Amtes, am 12. September 1942 in Berlin verhaftet
- Karl Hellborn, Fahrdienstleiter auf dem S-Bahnhof Charlottenburg, ehemaliger Gewerkschafter, vermittelte John Sieg eine Beschäftigung bei der Deutschen Reichsbahn
- Bruno Hempel, der 2. Senat des Volksgerichtshofes verurteilte ihn am 21. August 1943 zu zwei Jahren Zuchthaus
- Werner Hendelsohn, jüdische Widerständler, genannt Litwinow, arbeitete zusammen mit Ernst Sieber
- Hans Henniger (1904–1944?), Regierungsbauinspektor / Soldat, verhaftet am 9. Oktober 1942 in Berlin, der 2. Senat des Reichskriegsgerichts verkündete am 20. Januar 1943 „wegen Ungehorsams im Felde und Preisgabe eines Staatsgeheimnisses“ eine vierjährige Gefängnisstrafe
- Rudolf Herrnstadt (1903–1966), Journalist
- Kurt Hess (* 1909), Zahnarzt, arbeitete mit John Sieg zusammen, stellte seine Praxis für illegale Treffen zur Verfügung
- Henrika Hillbolling geb. Voogd, verhaftet am 19. August 1942 in Amsterdam
- Jacob Hillboling († 24. Januar 1943 in Fort Breendonk), wurde in Amsterdam am 17. August 1942 verhaftet
- Helmut Himpel Hans Helmut Himpel (1907–1943), Zahnarzt, verhaftet am 17. September 1942 in Berlin, der 2. Senat des Reichskriegsgerichts verkündete am 26. Januar 1943 die Todesstrafe „wegen Vorbereitung zum Hochverrat und Feindbegünstigung“
- Richard Hinkelmann Gruppe Tucholla
- Walter Hoffmann, der 2. Senat des Volksgerichtshofes verurteilte ihn am 21. August 1943 zu einem Jahr Gefängnis
- Karl Hofmaier (1897–1988), Resident in der Schweiz
- Walter Homann (1906–1945), Metallarbeiter
- Albert Hößler (1910–1942), Hilfsarbeiter, kommunistischer Funktionär, seit 1937 NKWD-Agent, wurde 1942 hinter der Front abgesetzt, in Berlin nach Kontaktaufnahme zur Roten Kapelle verhaftet und ermordet
- Margarete Hoffmann-Scholz, Nichte des Kommandeurs von Paris General Carl-Heinrich von Stülpnagel
- Guillaume Hoorickx, verhaftet am 28. Dezember 1942, inhaftiert in Breendonk, dann deportiert nach Mauthausen
- Caroline Hoorickx
- Arthur Hübner (1899–1962), Widerstandskämpfer, Kundschafter der GRU[25]
- Emil Hübner (1862–1943), Werkmeister, verhaftet am 18. Oktober 1942 in Berlin, der 2. Senat des Reichskriegsgerichts verkündete am 10. Februar 1943 die Todesstrafe „wegen Beihilfe zur Vorbereitung eines hochverräterischen Unternehmens und zur Spionage“
- Max Hübner, verhaftet am 20. Oktober 1942 in Berlin, der 2. Senat des Reichskriegsgerichts verurteilte ihn am 10. Februar 1943 „wegen Beihilfe zu Vorbereitung eines hochverräterischen Unternehmens und zur schweren Urkundenfälschung“ zu sechs Jahren Zuchthaus
- Marie Hübner (1903–2001)[26]
- Arlette Humbert-Laroche († 1945 im KZ Ravensbrück), verhaftet im Dezember 1942 in Paris
- Charlotte Hundt geb. Thiele (* 20. Januar 1900 ; † 11. August 1943 im Industriehof des KZ Sachsenhausen) verhaftet am 17. Mai 1943 in Berlin-Wittenau[27]
- Marta Husemann geb. Wolter (1913–1960), Schauspielerin, verhaftet am 19. September 1942 in Berlin, der 2. Senat des Reichskriegsgerichts verurteilte sie am 26. Januar 1943 „wegen Vorbereitung eines hochverräterischen Unternehmens“ zu einer 4-jährigen Gefängnisstrafe
- Walter Husemann (1903–1943), Journalist / Werkzeugmacher, verhaftet am 19. September 1942 in Berlin, der 2. Senat des Reichskriegsgerichts verkündete am 26. Januar 1943 die Todesstrafe „wegen Vorbereitung zum Hochverrat und Beihilfe zur Spionage“

## I
- Else Imme (1885–1943), Abteilungsleiterin im Kaufhaus Wertheim, nahm Fallschirmspringer auf, verhaftet am 18. Oktober 1942 in Berlin, der 2. Senat des Reichskriegsgerichts verkündete am 30. Januar 1943 die Todesstrafe „wegen Feindbegünstigung“
- Hermann Isbutzki (* 19. Mai 1914 in Antwerpen; † 6. Juli 1944 in Berlin-Plötzensee), Funker, Gruppe Jefremow, verhaftet am 13. August 1942 in Brüssel

## J
- Dora Jäger, verhaftet am 15. November 1942 in Berlin
- Herbert Jäger, verhaftet am 13. November 1942 in Berlin
- Krystana Iwanowa Janewa (1914–1944), Lehrerin, bulgarische Kommunistin, die 1942 nach Berlin kam und 1944 verhaftet wurde
- Jules Jaspar (1878–1963), belgischer Konsul und Kaufmann
- Konstantin Lukitsch Jefremow (* 15. Mai 1910 in Sawotzki/Ukraine; † 1943 in Berlin), alias Jernström, Deckname: „Bordo“, verhaftet im Juli 1942, GRU-Hauptmann, Chemiker, Belgien – mit Verbindungen nach Holland, Deutschland und in die Schweiz
- Jean Jeusseur († in Breendonk), verhaftet im Oktober 1942 in Paris

## K
- Ludwig Kainz, verhaftet im Dezember 1942 in Paris, wurde zu drei Jahren Gefängnis verurteilt
- Hillel Katz (* 2. Dezember 1905 in Tschensin; er soll von der Gestapo umgebracht worden sein), verhaftet am 2. Dezember 1942, seit November 1943 „verschwunden“
- Joseph Katz († Zeitpunkt und Ort unbekannt), verhaftet im Dezember 1942 in Lyon
- Gerhard Kegel (1907–1989), Diplomat
- Waldemar Heinrich Keller, (1906–1991) verhaftet am 19. November 1942 in Paris, wurde zu drei Jahren Gefängnis verurteilt
- Helmut Kindler (1912–2008), Journalist und Verleger, Herrnstadt-Gruppe
- Franz Knippenberg (1908–1993), Heizungsingenieur, entging den Verhaftungen[28]
- Richard Klotzbücher (1902–1945), Gruppe Homann
- Heinrich Koenen (1910–1945), Ingenieur, Fallschirmspringer, verhaftet am 29. Oktober 1942 in Berlin
- Alexander Michailowitsch Korotkow (1909–1961), Alexander Erdberg, Mitarbeiter des sowjetischen Nachrichtendienstes und Botschaftssekretär in Berlin[29]
- Krautmann, eine Familie, die zusammen mit Richard Weißensteiner aktiv war
- Annie Krauß[30] Anni Kraus (* 27. Oktober 1884 in Bogen/Ostpreußen; † 5. August 1943 in Berlin-Plötzensee), Geschäftsinhaberin, Vertreterin einer Farbenfabrik, „Wahrsagerin“, wurde am 14. September 1942 in Berlin verhaftet, der 2. Senat des Reichskriegsgerichts verkündete am 12. Februar 1943 die Todesstrafe „wegen Zersetzung der Wehrkraft“
- Werner Krause (* 28. Januar 1914), Maurer[31]
- Werner Krauss (1900–1976), Romanist, verhaftet am 24. November 1942 in Berlin, der 2. Senat des Reichskriegsgerichts verkündete am 18. Januar 1943 die Todesstrafe, das Urteil wurde am 14. September 1944 zu fünf Jahren Zuchthaus revidiert
- William Kruyt († in Breendonk), verhaftet im Juli 1942
- Rainer Küchenmeister (1926–2010), Lehrling, Maler und Hochschullehrer, verhaftet am 16. September 1942 in Berlin
- Walter Küchenmeister (1897–1943), Eisendreher / Journalist, verhaftet am 16. September 1942 in Berlin, der 2. Senat des Reichskriegsgerichts verkündete am 6. Februar 1943 die Todesstrafe „wegen Vorbereitung zum Hochverrat“
- Adam Kuckhoff (1887–1943), Schriftsteller / Dramaturg, am 12. September 1942 in Prag verhaftet, der 2. Senat des Reichskriegsgerichts verkündete am 3. Februar 1943 die Todesstrafe „wegen Vorbereitung eines hochverräterischen Unternehmens und wegen Feindbegünstigung“
- Greta Kuckhoff, geb. Lorcke (1902–1981), Übersetzerin, am 12. September 1942 in Berlin verhaftet, der 2. Senat des Reichskriegsgerichts verkündete am 3. Februar 1943 die Todesstrafe „wegen Beihilfe zur Vorbereitung des Hochverrats und wegen Nichtanzeige eines Vorhabens der Spionage“, das Urteil wurde am 27. September 1943 vom 2. Senat abgeändert auf 10 Jahre Zuchthaus „wegen Beihilfe zur Vorbereitung eines hochverräterischen Unternehmens und zur Feindbegünstigung“
- Yvonne Kuenstlunger, entging den Verhaftungen
- Kurt Kujawicki, verhaftet am 11. November 1942 in Berlin
- Hansheinrich Kummerow (1903–1944), Ingenieur / Konstrukteur, verhaftet Ende November 1942 in Berlin, der 3. Senat des Reichskriegsgerichts verkündete am 18. Dezember 1942 die Todesstrafe
- Ingeborg Kummerow (1912–1943), Versicherungsangestellte, verhaftet Ende November 1942 in Berlin, der 4. Senat des Reichskriegsgerichts verkündete am 27. Januar 1943 die Todesstrafe „wegen Beihilfe zur Spionage“
- Erika Kurz, Kurierin zwischen den Gruppen um Walter Küchenmeister und Elfriede Paul[32]

## L
- Otto Lang, Gruppe Homann
- Fritz Lange (1898–1981), Innere Front, Lehrer, später Minister für Volksbildung, verhaftet wurde er am 1. Dezember 1942, der 2. Senat des RKG verurteilte ihn am 8. Oktober 1943 „wegen Beihilfe zum Hochverrat und Feindbegünstigung“ zu fünf Jahren Zuchthaus
- Josef Lappe (1879–1944), Jurist, Gymnasiallehrer, Politologe
- Hans Lautenschläger, Scharfenbergschüler (von 1929 bis 1934 Studium an der Berliner Friedrich-Wilhelm Universität), danach Wehrmachtsangehöriger, verhaftet wurde er am 24. Februar 1943 auf Guernsey, der 2. Senat des RKG verhängte gegen ihn am 3. Juli 1943 „wegen Zersetzung der Wehrkraft und Vorbereitung zum Hochverrat“ die Todesstrafe, die nicht vollstreckt wurde
- Ina Lautenschläger geb. Ender (1917–2008), verhaftet am 16. September 1942, der 2. Senat des RKG verurteilte sie am 3. Juli 1943 „wegen Zersetzung der Wehrkraft“ zu sechs Jahren Zuchthaus
- Willy Lehmann (1884–1942), Kriminalinspektor
- Wilhelm Leist, Gruppe Homann
- Alex Lesovoy, entging den Verhaftungen
- Hans Lockenwitz, betrieb zusammen mit Ernst Sieber Wehrkraftzersetzung und bildete illegale Zellen
- Angele Lorge, verhaftet am 7. November 1943 in Brüssel, befreit am 14. Mai 1944
- Marcus Lustbader, verhaftet am 25. August 1942 in Brüssel, deportiert nach Auschwitz

## M
- Stella Mahlberg, verhaftet vor dem 28. September 1942 in Berlin
- Ludwig Marmulla, (1908–1990), Deutscher, Gruppe um John Sieg
- Michail Warfolomejewitsch Makarow, Deckname Carlos Alamo (* 2. Januar 1915 in Tatju/Tatarien oder 20. September 1915 in Kasan, ), Romanist, verhaftet am 13. Dezember 1941 in Brüssel, im März 1943 zum Tode verurteilt (Das Urteil wurde nicht vollstreckt)
- Marguerite Marivet († Zeitpunkt und Ort unbekannt), verhaftet im November 1942 in Marseille
- Helmut Marquart, erreichte in einer Verhandlung des 2. Senats des Reichskriegsgerichts am 3. Juli 1943 einen Freispruch
- Jean Masson, verhaftet am 31. Oktober 1943 in Brüssel, befreit am 14. Mai 1944
- Paul Masson, verhaftet am 31. Oktober 1943 in Brüssel, befreit am 14. Mai 1944 (identisch mit dem Radsportler Paul Masson?)
- Helmut Marquart, war beteiligt an der Zettelklebeaktion, verhaftet am 17. September 1942 in Berlin
- Anna Maximowitsch (* 8. Mai 1901 in Tschernigow; † 20. August 1943 in Berlin-Plötzensee), Ärztin, verhaftet im Dezember 1942
- Wassili Maximowitsch (* 22. Juli 1902 in Tschernigow/Russland; † 6. Juli 1944 in Berlin-Plötzensee), Chemiker und Bergbauingenieur, verhaftet am 16. Dezember 1942, liiert mit Margarete Hoffmann-Scholz
- May (Frau mit unbekanntem Vornamen), verhaftet am 15. Oktober 1943 in Paris, Todesurteil im Mai 1944, später begnadigt
- Bernhard Mayr von Baldegg, Jurist, Schweiz
- Marcel Melliand, verhaftet am 26. September 1942 in Heidelberg
- Franz Mett (1904–1944), Metallarbeiter
- Ewald Meyer (1911–2003), Grafiker
- Wilhelm Milke (1896–1944), Hamburg, wurde im Oktober 1942 zusammen mit Heinz Priess verhaftet wegen der Unterstützung von Erna Eifler und Wilhelm Fellendorf
- Juliette Moussier, geb. Deplanque (* 28. Mai 1892 in Hersin-Coupigny (Pas-de-Calais); ), Confiseriere, sie sicherte die Verbindung der Roten Kapelle zur Leitung der Französischen Kommunistischen Partei[33]
- Anna Müller (* 9. April 1880 in Basel), stellte die Verbindung zwischen Dübendorfer und Robinson her. Verhaftet im Juni 1943 in Freiburg/Breisgau
- Karl Müller (1904–1945), Gruppe Homann
- Kurt Müller (1903–1944), Bruder von Ilse Stöbe
- Karl Mundstock (1915–2008), Scharfenbergschüler, später Schriftsteller

## N
- Hermann Natterodt,[29] am 12. September 1942 in Berlin verhaftet
- Clara Nehmitz, verhaftet Anfang Oktober 1942
- Eugen Neutert (1905–1943), Elektriker, verhaftet am 23. Oktober 1942 in Berlin, der 2. Senat des Volksgerichtshofes verkündete am 21. August 1943 die Todesstrafe
- Lucie Nix (* 4. Mai 1916; † 15. September 1991), beherbergte und versorgte 1944 mit ihrem Vater Walter Glass und ihrer Schwester Vera Wulff den geflohenen Bernhard Bästlein, hatte Kontakt zu Franz Jacob, Festnahme 5. Juli 1944, VGH-Urteil am 1. November 1944 – 4 Jahre Zuchthaus
- Léon Nicole (1887–1965), warb Kundschafter für die Rote Drei
- Elsa Noffke (1905–1943), Verlagsangestellte, Fallschirmspringerin, sie wurde Ende April 1943 verhaftet und am 6. November 1943 im KZ Ravensbrück erschossen[34]

## O
- Franz Obermanns (1909–1982), Funker, Schweiz
- Waldemar Ozols (* 1884 in Lettland), GRU-Residentur „Zolja“ in Frankreich

## P
- Hermann Pabst, verhaftet vor dem 18. September 1942
- Erwin Panndorf († „Ende 1942 im KZ ermordet“), „Fallschirmspringer“, abgesprungen im Mai 1942, verhaftet Juli 1942[35]
- Parrend (Frau mit unbekanntem Vornamen), verhaftet im Oktober 1943 in Paris, wurde deportiert
- Jean Passelecq, verhaftet am 25. November 1942 in Brüssel
- Elfriede Paul (1900–1981), Ärztin, verhaftet am 16. September 1942 in Berlin, der 2. Senat des Reichskriegsgerichts verurteilte sie am 6. Februar 1943 „wegen Vorbereitung zum Hochverrat“ zu sechs Jahren Zuchthaus
- Fernand Pauriol (1913–1944), Redakteur, Funker der Résistance
- Maurice Peper / Maurice Pepper († 22. Februar 1944 in Breendonk), Gruppe Winterink, verhaftet im August 1942 in Brüssel
- Simone Pheter (* 1917; † 20. August 1943 in Berlin-Plötzensee), Angestellte im Pariser Büro der belgischen Handelskammer, war als Kurierin tätig.[36] verhaftet im Dezember 1942
- Erna Plüschke, war die Frau von Heinrich Plüschke und half in der Gruppe um die Herausgabe und Verteilung der illegalen Zeitung „Innere Front“ und anderen Flugschriften
- Heinrich Plüschke (* 12. Januar 1897; † 15. April 1954), Werkzeugdreher, 1937 Widerstandsgruppe Fa. Forsell, 1940 Widerstandsgruppe Staatliche Hochschule für Musik, Kontakt zu John Sieg, 1942 in der Gruppe um die Herausgabe und Verteilung der illegalen Zeitung „Innere Front“ und anderen Flugschriften
- Gisela von Poellnitz (1911–1939), Mitarbeiterin der United Press
- Johann Podsiadlo (*?; † 28. Juli 1943 in Berlin-Plötzensee), verhaftet im Januar 1943 in Paris, Artist, Lebensgefährte von Käthe Voelkner, Vater von Hans Voelkner und Henry Voelkner, die nach der Ermordung ihrer Eltern in ein SS-Kinderheim verschleppt wurden.
- Jeanne Ponsaint, verhaftet am 11. Dezember 1942 in Brüssel, deportiert nach Ravensbrück und Mauthausen
- Jan Postma (1895–1944), gehörte zur Gruppe um „Toni“ Winterink[37]
- Zofia Poznańska Anna Verlinden (1906–1942)
- Heinz Priess (1920–1945), Maschinenschlosser, verhaftet am 15. Oktober 1942 in Hamburg
- Marie Priess, geb. Drews (1885/1899–1983), verhaftet am 15. Oktober 1942 in Hamburg, im Oktober 1944 zum Tod verurteilt[38]
- Otto Pünter (1900–1988) Pakbo, Schweiz

## Q
- Annie Queyrie (* 1932) und ihre Eltern, verhaftet im Oktober 1943 in Suresnes

## R
- Hedwig Raasch, Mutter von Hilde Coppi,[39] wurde am 12. September 1942 in Berlin verhaftet
- Helene Radó, (1901–1958) Schwester von Hermann Scherchen und Ehefrau von Sándor Radó, Schweiz
- Sándor Radó (1899–1981), ungarischer Geograph und Kartograf, Schweiz
- Friedrich Radoch († 11. August 1943 im Industriehof des KZ Sachsenhausen)
- Wally Radoch († 11. August 1943 im Industriehof des KZ Sachsenhausen)
- Abraham Raichman (* 28. September 1912 in Dziurkow/Polen), verhaftet am 2. September 1942 in Brüssel, Häftling in Breendonk, Graveur und Passfälscher in Brüssel, stammte aus dem Komintern-Apparat in Berlin (1948 von einem Militärgericht in Brüssel zu 12 Jahren Gefängnis wegen Kollaboration mit der Gestapo verurteilt)
- Lilo Ramdohr (1913–2013), Mitglied des Kreises Weiße Rose, verlobt mit Falk Harnack
- Henri Rauch († 8. Januar 1944 im KZ Mauthausen), verhaftet am 28. Dezember 1942 in Belgien
- Friedrich Rehmer (1921–1943), Justierer und Soldat, verhaftet am 29. November 1942 in Berlin, der 2. Senat des Reichskriegsgerichts verkündete am 18. Januar 1943 die Todesstrafe
- Gerda Rehmer, war beteiligt an der Zettelklebeaktion
- Oskar Reincke (1907–1944), Widerstandskämpfer der Bästlein-Jacob-Abshagen-Gruppe
- André Richter (1921–1945), Arbeiter und Soldat, am 23./24. Januar 1943 in Ostpreußen verhaftet, der 2. Senat des Reichskriegsgerichts verurteilte ihn am 29. Juni 1943 „wegen Zersetzung der Wehrkraft und Vorbereitung zum Hochverrat“ zu drei Jahren Zuchthaus
- Herbert Richter-Luckian (1901–1944), Architekt
- Eva Rittmeister (* 1917 in Zeitz als Eva Knieper)[40], verhaftet am 26. September 1942 in Berlin und nach einer kurzzeitigen Freilassung ein zweites Mal verhaftet am 5. Januar 1943 ebenfalls in Berlin, der 2. Senat des Reichskriegsgerichts verurteilte sie am 12. Februar 1943 „wegen Abhörens feindlicher Sender“ zu drei Jahren Gefängnis
- John Rittmeister (1898–1943), Psychoanalytiker und Neurologe, verhaftet am 26. September 1942 in Berlin, der 2. Senat des Reichskriegsgerichts verkündete am 12. Februar 1943 die Todesstrafe „wegen Vorbereitung zum Hochverrat und Feindbegünstigung“
- Gustav Ritzerow (* 20. November 1901)[41]
- Henry Robinson (1897–1944) Kominternfunktionär
- Josef Römer (1892–1944), Jurist und Stabsoffizier
- Rudolf Rößler (1897–1958), Schweiz, Verleger
- Helmut Roloff (1912–2001), Pianist, verhaftet am 17. September 1942 in Berlin
- Willi Rom (1911–1999), Kundschafter der GRU
- Henri de Ryck († im KZ Mauthausen), verhaftet am 25. November 1942 in Brüssel

## S
- Willy Sachse (1896–1944), Matrose und Schriftsteller
- Gustav Sadranowski, Gruppe Homann
- Franz Sander, betrieb zusammen mit Ernst Sieber und Charlotte Bischoff aktiv
- Klara Schabbel (1894–1943), Stenotypistin, verhaftet am 18. Oktober 1942 in Berlin, der 2. Senat des Reichskriegsgerichts verkündete am 30. Januar 1943 die Todesstrafe „wegen Feindbegünstigung“
- Leo Schabbel, verhaftet am 11. März 1943 und am 22. März 1944 vom 2. Senat des RKG „wegen Vorbereitung zum Hochverrat“ zu fünf Jahren Gefängnis verurteilt
- Philipp Schaeffer (1894–1943), Sinologe, verhaftet am 2. Oktober 1942 in Berlin, der 2. Senat des Reichskriegsgerichts verkündete am 6. Februar 1943 die Todesstrafe „wegen Vorbereitung zum Hochverrat in Tateinheit mit Feindbegünstigung“
- Ilse Schaeffer (1899–1972), Bildhauerin, verhaftet am 2. Oktober 1942 in Zernsdorf, der 2. Senat des Reichskriegsgerichts verurteilte sie am 6. Februar 1943 „wegen Beihilfe zur Vorbereitung des Hochverrats in zwei Fällen“ zu drei Jahren Zuchthaus
- Friedrich Schauer (1913–2007), Architekt, war beteiligt an der Zettelklebeaktion gegen die Propagandaausstellung Das Sowjetparadies,[22] verhaftet am 23. Oktober 1942 in Berlin, der 2. Senat des Volksgerichtshofes verurteilte ihn am 21. August 1943 zu acht Jahren Zuchthaus
- Heinrich Scheel (1915–1996), Scharfenbergschüler, Historiker, verhaftet am 16. September 1942 in Berlin, der 2. Senat des Reichskriegsgerichts verurteilte ihn am 17. Februar 1943 „wegen Nichtanzeige eines Verbrechens des Hoch- und Landesverrats und Feindbegünstigung“ zu fünf Jahren Zuchthaus
- Rudolf von Scheliha (1897–1942), Legationsrat, verhaftet am 29. Oktober 1942 in Berlin, der 2. Senat des Reichskriegsgerichts verkündete am 14. Dezember 1942 die Todesstrafe „wegen Landesverrats“
- Maria Louisa von Scheliha, verhaftet am 29. Oktober 1942 in Berlin.
- Lotte Schleif – Bergtel (1903–1965), Bibliothekarin, verhaftet am 18. September 1942 in Berlin, der 2. Senat des Reichskriegsgerichts verurteilte sie am 6. Februar 1943 „wegen Vorbereitung zum Hochverrat“ zu acht Jahren Zuchthaus
- Heinz Schlichting (* 1911), Reichsbahnangestellter, hatte Kontakt zu John Sieg und Ernst Sieber, half Sieber bei der Beschaffung eines Reichsbahn-Ausweises für Bernhard Bästlein
- Bodo Schlösinger (* 1908; † 22. Februar 1943 „an der Ostfront“),[42] Dolmetscher
- Rose Schlösinger (1907–1943), Sekretärin, verhaftet am 18. September 1942 in Berlin, der 2. Senat des Reichskriegsgerichts verkündete am 20. Januar 1943 die Todesstrafe
- Erika Schmidt, verhaftet am 23. Oktober 1942 in Berlin, der 2. Senat des Volksgerichtshofes verurteilte sie am 21. August 1943 zu vier Jahren Zuchthaus
- Susanne Schmitz, Brüssel
- Christian Schneider (1896–1962), Redakteur und Übersetzer, Schweiz
- Franz Schneider (* 1900 in Basel), verhaftet im Oktober 1942, Häftling in Breendonk, im März 1943 zum Tod verurteilt, begnadigt aufgrund seiner Schweizer Staatsangehörigkeit.
- Germaine Schneider, geb. Clais (* 17. März 1903 in Brüssel; † 12. November 1945 in Zürich), verhaftet am 31. Januar 1943 in Paris, Gruppe Lyon, Funkerin und Kurier von Robinson, sie war bis 19. April 1943 in Fresnes inhaftiert, bis 30. November 1944 im Gefängnis Berlin-Moabit.
- Hertha Scholz (1889–1966), verhaftet am 18. September 1942 in Berlin
- Paul Scholz (1882–1976), Tiefbautechniker,[43] Bauunternehmer,[13] verhaftet am 18. September 1942 in Berlin, der 2. Senat des Reichskriegsgerichts verurteilte ihn am 30. Januar 1943 „wegen Abhörens ausländischer Sender“ zu einer dreijährigen Zuchthausstrafe
- Oda Schottmüller (1905–1943), Tänzerin und Bildhauerin, verhaftet am 16. September 1942 in Berlin, der 2. Senat des Reichskriegsgerichts verkündete am 26. Januar 1943 die Todesstrafe „wegen Beihilfe zur Vorbereitung eines hochverräterischen Unternehmens und Feindbegünstigung“
- Heinz Schrader (Heinrich Schrader) (1904–1943?), Feinmechaniker, verhaftet in der ersten Oktoberhälfte 1942 in Berlin, der 2. Senat des Reichskriegsgerichts verurteilte ihn am 3. Februar 1943 „wegen Vorbereitung eines hochverräterischen Unternehmens“ zu drei Jahren Zuchthaus
- Hesekil Schreiber Jescheskel Schreiber (* 30. Oktober 1899 in Powozier/Polen; † 28. Juli 1943 in Berlin-Plötzensee), Gruppe Lyon, verhaftet im Dezember 1942
- Klara Schürmann (* 20. August 1901),[44]
- Wilhelm Schürmann-Horster (1900–1943), Schauspieler, verhaftet am 29. Oktober 1942 in Konstanz, der 2. Senat des Volksgerichtshofes verkündete am 21. August 1943 die Todesstrafe
- Herrmann Schulz (1890–1942), Lehrer, verhaftet am 10. Oktober 1942 in Berlin
- Kurt Schulze (1894–1942), Marine-Funker und Kraftfahrer, verhaftet am 16. September 1942 in Berlin, der 3. Senat des Reichskriegsgerichts verkündete am 19. Dezember 1942 die Todesstrafe
- Martha Schulze, verhaftet am 16. September 1942 in Berlin, der 2. Senat des Reichskriegsgerichts verkündete am 20. Januar 1943 „wegen Nicht-Anzeige eines Verbrechens“ eine fünfjährige Gefängnisstrafe
- Harro Schulze-Boysen (1909–1942), Journalist / Oberleutnant der Luftwaffe, verhaftet am 31. August 1942 in Berlin, der 3. Senat des Reichskriegsgerichts verkündete am 19. Dezember 1942 die Todesstrafe
- Libertas Schulze-Boysen geb. Haas-Heye (1913–1942), verhaftet am 8. September 1942 in Berlin, der 3. Senat des Reichskriegsgerichts verkündete am 19. Dezember 1942 die Todesstrafe
- Elisabeth Schumacher geb. Hohenemser (1904–1942), Grafikerin, am 12. September 1942 in Berlin verhaftet, der 3. Senat des Reichskriegsgerichts verkündete am 19. Dezember 1942 die Todesstrafe
- Kurt Schumacher (1905–1942), Bildhauer, am 12. September 1942 in Berlin verhaftet, der 3. Senat des Reichskriegsgerichts verkündete am 19. Dezember 1942 die Todesstrafe
- Otto Schumacher (* 12. September 1909 in Speyer, soll hingerichtet worden sein), Gruppe Lyon
- Karl Schuster, verhaftet am 1. Dezember 1942 in Berlin
- Rudolf Schweffel Gruppe Tucholla
- Willi Seeger, hatte Kontakt zu John Sieg und wirkte in der Gruppe um die Herausgabe der illegalen „Zeitung für die Innere Front“ mit.
- Henri Seghers, verhaftet am 24. November 1942 in Brüssel, Häftling in Breendonk, Mauthausen und Dachau
- Auguste Sésée (*?; † 28. Juli 1943 in Berlin-Plötzensee), belgischer Funker, verhaftet am 28. August 1942 in Brüssel
- Ernst Sieber (1916–1994), Eisenbahner, wirkte in der Gruppe um die Herausgabe der illegalen „Zeitung für die Innere Front“ mit. Verhaftet am 14. August 1944 in Küstrin, vor dem Volksgerichtshof wegen „Vorbereitung zum Hochverrat“, „Feindbegünstigung“ und „Kriegsverrat“ angeklagt, am 14. April 1945 in Bayreuth befreit.
- John Sieg (1903–1942), Journalist / Reichsbahnbetriebsassistent, verhaftet am 11. Oktober 1942 in Berlin, Suizid am 15. Oktober 1942 in der Gestapo-Zentrale Prinz-Albrecht-Straße
- Sophie Sieg geb. Wloszczynski (1893–1987), Stenotypistin, verhaftet am 12. Oktober 1942 in Berlin. Sie wurde im Juni 1943 ins KZ Ravensbrück gebracht, aus dem sie am 30. April 1945 befreit wurde.
- Leo Skrzypczynski, Fabrikant[29], verhaftet am 20. September 1942 in Berlin
- Hersch Sokol (1908–1943), Arzt, Funker, verhaftet am 9. Juni 1942 bei Paris, während Folterungen in Breendonk ermordet
- Miriam Sokol (*?; 1943 in Berlin in der Haft verstorben), Funkerin, verhaftet am 9. Juni 1942 bei Paris, im April 1943 nach Berlin verbracht und „infolge Folterungen verstorben“
- Charles Spaak (1903–1975), belgischer Autor und Regisseur, wurde in „Sippenhaft“ genommen
- Claude Spaak (* 1904; † 1. März 1990), belgischer Autor und Ehemann von Suzanne, entging den Verhaftungen
- Lucie Spaak, verhaftet am 31. Oktober 1943 in Brüssel, befreit am 14. Mai 1944
- Madeleine Spaak, verhaftet am 31. Oktober 1943 in Brüssel, befreit am 14. Mai 1944
- Suzanne Spaak (1905–1944), Paris/Brüssel
- Alexander Spoerl (1917–1978), Schriftsteller
- Flora Springer / Flore Springer-Velaerts (* 1909; † 20. August 1943 in Berlin-Plötzensee), Gruppe Lyon, verhaftet am 19. Dezember 1942 bei Lyon
- Isidor Springer (* 23. Juli 1912 in Antwerpen; † 24. Dezember 1942 im Gefängnis Fresnes bei Paris), Diamantenhändler in Brüssel, Verbindungsmann zwischen Trepper und Gurewitsch, Gruppe Lyon[45]
- Gerhard Sredzki (1917–1988), Sohn von Siegmund Sredzki
- Gerda Sredzki (1917–1995), dessen Ehefrau
- Anna Starizkaja Anna Georgijewa Starizkaja (* 1908 in Poltawa/Russisches Reich; † 13. Februar 1981 in Paris) ab Ende 1942/Anfang 1943 3 Monate in Brüssel inhaftiert
- Ilse Stöbe (1911–1942), Angestellte im Auswärtigen Amt, Journalistin, am 12. September 1942 in Berlin verhaftet, der 2. Senat des Reichskriegsgerichts verkündete am 14. Dezember 1942 die Todesstrafe „wegen Landesverrats“
- Heinz Strelow (1915–1943), Journalist, Unteroffizier, verhaftet vor dem 2. Oktober 1942, der 2. Senat des Reichskriegsgerichts verkündete am 18. Januar 1943 die Todesstrafe
- Viktor Sukulow, siehe Anatoli Gurewitsch
- Else Sußmann, Verkäuferin
- Hans Sußmann (1897–1985), Bürgermeister und Verwaltungsdirektor

## T
- Rosemarie (Maria) Terwiel (1910–1943), Sekretärin, verhaftet am 17. September 1942 in Berlin, der 2. Senat des Reichskriegsgerichts verkündete am 26. Januar 1943 die Todesstrafe „wegen Vorbereitung eines hochverräterischen Unternehmens und Feindbegünstigung“
- Louis Thevenet († Mai 1945 in Bremen), verhaftet am 25. November 1942 in Brüssel, deportiert ins KZ Sachsenhausen
- Fritz Thiel (1916–1943), Feinmechaniker, Heilsche Abendschule, verhaftet am 16. September 1942 in Berlin, der 2. Senat des Reichskriegsgerichts verkündete am 18. Januar 1943 die Todesstrafe
- Hannelore Thiel, geb. Hoffmann (1924–?) 6 jahre Gefängnis – Sohn Alexander: * 24. Mai 1942; Tochter: Regine Sarstedt,[46] verhaftet am 16. September 1942 in Berlin
- Wolfgang Thiess (1911–1943)[47], kaufmännischer Angestellter, verhaftet am 21. Oktober 1942 in Berlin, der 2. Senat des Volksgerichtshofes verkündete am 21. August 1943 die Todesstrafe
- Edwin Tietjens (1894–1944)
- Georg Tietze, Fallschirmspringer
- Erhard Tohmfor (* 10. Februar 1909 in Berlin; † 10. Mai 1943 in Berlin-Plötzensee), Chemiker, Ingenieur, Abteilungsleiter bei Loewe Radio AG, verhaftet Ende November 1942, der 4. Senat des Reichskriegsgerichts verkündete am 27. Januar 1943 die Todesstrafe „wegen Beihilfe zur Spionage“; verhaftet wurde auch seine Ehefrau:
- Gertrud Tohmfor
- Alfred Traxl (* 30. Oktober 1912; † 24. September 1943), Kaufmännischer Angestellter/Soldat, inhaftiert vom 5. September 1942 bis 18. Mai 1943, der 2. Senat des Reichskriegsgerichts verurteilte ihn am 17. Februar 1943 „wegen militärischen ungehorsams in Tateinheit mit Preisgabe eines Staatsgeheimnis“ zu fünf Jahren Gefängnis, danach erhielt er „Frontbewährung“
- Ella Trebe (1902–1943) und ihre Familie
- Leopold Trepper (1904–1982), Publizist
- Felix Tucholla (1899–1943), Schlosser
- Käthe Tucholla (1910–1943), geb. Scheffler

## U
- Carl Uelze (1901–1985), verhaftet am 1. Dezember 1942 in Berlin
- Hildegard Uelze (1915–1967), verhaftet am 1. Dezember 1942 in Berlin
- Robert Uhrig (1903–1944), Werkzeugmacher

## V
- Marie-Therese Verboren, verhaftet am 6. November 1943 in Brüssel, befreit am 14. Mai 1944
- Heinz Verleih (1910–1965), gehörte zu einer Gruppe um Wilhelm Guddorf und Anton Saefkow, verhaftet am 15. Oktober 1942 in Berlin, der 2. Senat des Reichskriegsgerichts verurteilte ihn am 3. Februar 1943 „wegen Vorbereitung eines hochverräterischen Unternehmens“ zu fünf Jahren Zuchthaus
- Elisabeth Verleih, verhaftet am 21. Oktober 1942 in Berlin.
- Jean-Pierre Vigier (1920–2004)[48][49]
- Tamara Vigier (* 1922), Tochter von Rachel Dübendorfer
- Pierre Villon (1901–1980), Paris. Koordinator der Résistance, managte einen Teil der Verbindungen Treppers nach Moskau
- Käte Voelkner (1906–1943), Artistin, Sekretärin der deutschen Kommandantur in Paris. Mutter von:
  - Hans Voelkner und
  - Henry Voelkner, die nach der Ermordung ihrer Eltern in ein SS-Kinderheim verschleppt wurden
- Charlotte Vogt, Lebensgefährtin von Gerhard Kegel[50]
- Albert Voigts (1904–1943), Ingenieur,[16] verhaftet in der ersten Oktoberhälfte 1942 in Berlin
- Herbert Volkmann (1901–1983), damals Journalist
- Marcel Vranck Marcel Vrankx, verhaftet am 13. Dezember 1941 in Brüssel, Gefängnishaft in Berlin bis zum 27. April 1945

## W
- Karoline Wagner (* 20. Juni 1916), Kinder- u. Krankenpflegerin[51]
- Max Waibel (1901–1971), NS-1, Hauptmann, Schweiz
- Martin Weise (1903–1943), Journalist und Lektor, verhaftet am 1. Dezember 1942 in Berlin, der 2. Senat des Volksgerichtshofes verurteilte ihn am 8. Oktober 1943 zum Tod „wegen Vorbereitung zum Hochverrat und wegen Feindbegünstigung“
- Günther Weisenborn (1902–1969), Schriftsteller, der 2. Senat des Reichskriegsgerichts verurteilte ihn am 6. Februar 1943 „wegen Nichtanzeige eines Verbrechens“ zu drei Jahren Zuchthaus
- Joy Weisenborn * Margarete Schnabel (1914–2004), war von September 1942 bis April 1943 in Gestapohaft
- Ernst David Weiss (1902–?), Pseudonyme Jan, Walter Lock, Agent eines sowjetischen Nachrichtendienstes
- Hanni Weißensteiner (1910–1969) *Johanna Stegherr aus Schwarzenstein/Kreis Rosenheim, Damenschneiderin, 1940–1942 Schreibkraft im OKW,[52] verhaftet am 16. September 1942 in Berlin
- Richard Weißensteiner (* 6. Februar 1902 in Pola/Istrien; † 13. Mai 1943 in Berlin-Plötzensee), Schweißer und Technischer Zeichner, verhaftet am 16. September 1942 in Berlin, der 2. Senat des Reichskriegsgerichts verkündete am 30. Januar 1943 die Todesstrafe „wegen Beihilfe zur Vorbereitung des Hochverrats in Tateinheit mit Feindbegünstigung“
- Johann Wenzel (1902–1969), Schmied, Belgien, konnte aus der Gestapo-Haft fliehen
- Ruth Werner (1907–2000), Nachrichtendienstoffizier mit Generalsrang, tätig in der Schweiz und in Großbritannien
- Frida Wesolek, geb. Hübner (1887–1943), Hausfrau, Näherin, Tochter von Emil Hübner, verhaftet am 18. Oktober 1942 in Berlin, der 2. Senat des Reichskriegsgerichts verkündete am 10. Februar 1943 die Todesstrafe „wegen Beihilfe zu Vorbereitung eines hochverräterischen Unternehmens und zur Spionage“
- Stanislaus Wesolek (* 10. September 1878 in Posen; † 5. August 1943 in Berlin-Plötzensee), Fräser, verhaftet am 18. Oktober 1942 in Berlin, der 2. Senat des Reichskriegsgerichts verkündete am 10. Februar 1943 die Todesstrafe „wegen Beihilfe zu Vorbereitung eines hochverräterischen Unternehmens und zur Spionage“; ebenfalls verhaftet wurden die beiden Söhne der Wesoleks:
  - Walter Wesolek, verhaftet am 19. Oktober 1942 in Berlin
  - Johannes Wesolek verhaftet am 19. Oktober 1942 in Berlin, der 2. Senat des Reichskriegsgerichts verurteilte ihn am 28. Mai 1943 „wegen Vorbereitung zum Hochverrat und schwerer Urkundenfälschung“ zu sechs Jahren Zuchthaus
- Georgie de Winter, verhaftet am 19. Oktober 1943, deportiert ins KZ Ravensbrück, überlebte den „Todesmarsch“
- Anton Winterink Toni (1914–1944), verhaftet am 16. September 1942 in Amsterdam
- Vera Wulff, (* 14. August 1920), Studentin, beherbergte und versorgte 1944 mit ihrem Vater Walter Glass und ihrer Schwester Lucie Nix den geflohenen Bernhard Bästlein, hatte Kontakt zu Franz Jacob, Festnahme 5. Juli 1944, VGH-Urteil am 1. November 1944 – 4 Jahre Zuchthaus
- Bertha Wüste und
- Ernst Wüste (* 28. Juni 1903 in Barmen; † 8. Februar 1956 in Hohen-Neuendorf), Handlungsgehilfe und Politiker, gehörte zur Gruppe um John Sieg

## Z
- Franz Zabel, wirkte ab Mitte 1943 in der Gruppe um die Herausgabe der illegalen Zeitung „Die innere Front“ mit
- Helmut Zabel, Bruder von Franz und ebenfalls an der Herausgabe der illegalen Zeitung „Die innere Front“ beteiligt

## Personengalerie

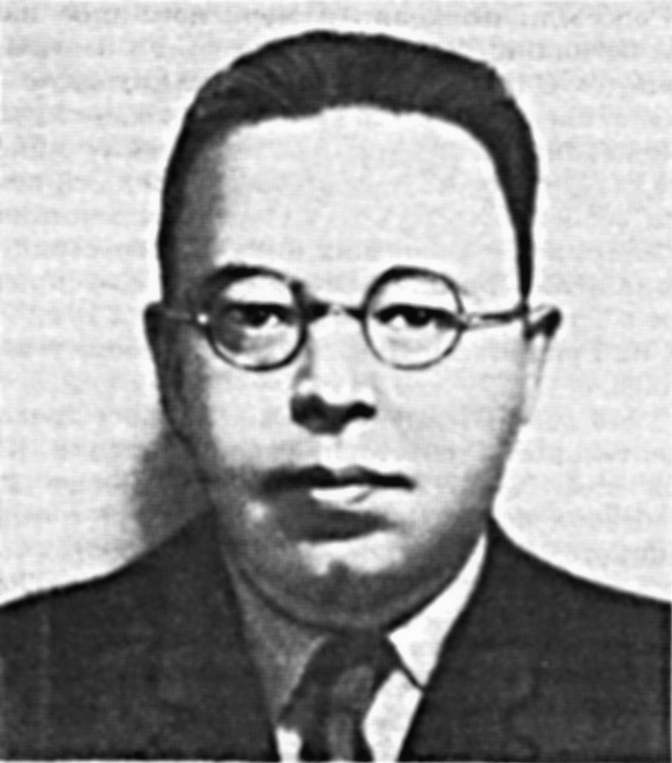
Sándor Radó
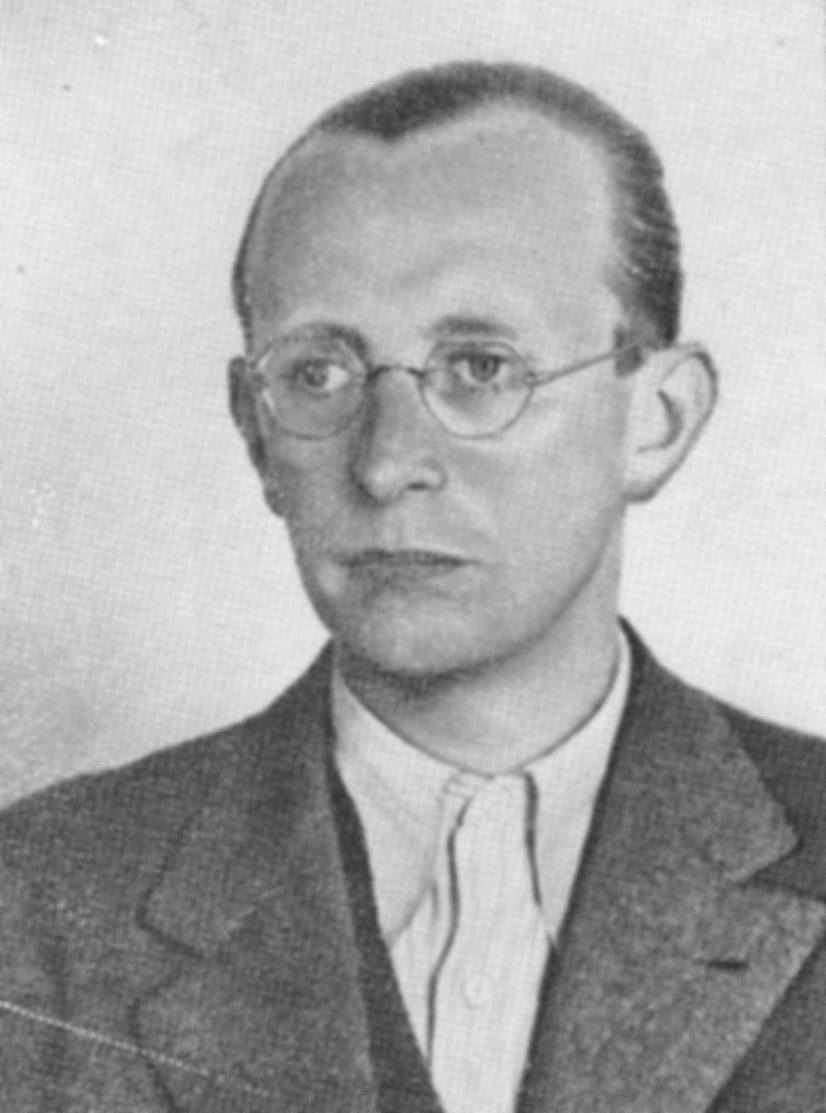
Arvid Harnack
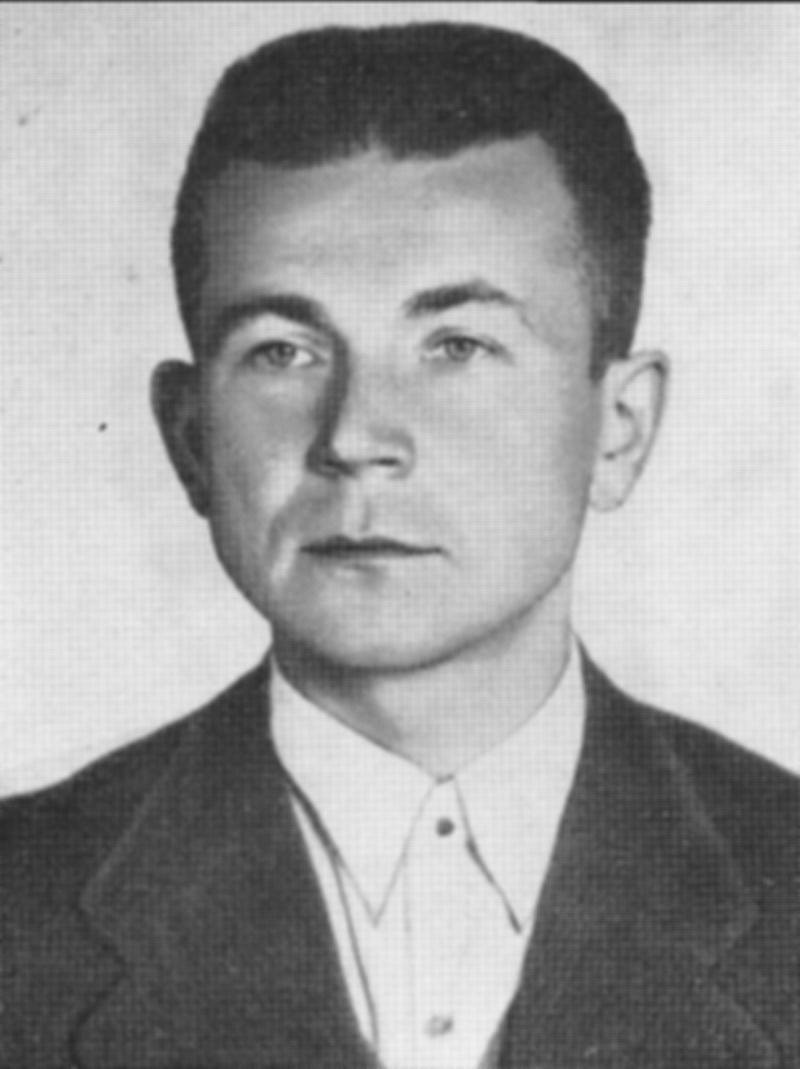
Herbert Gollnow
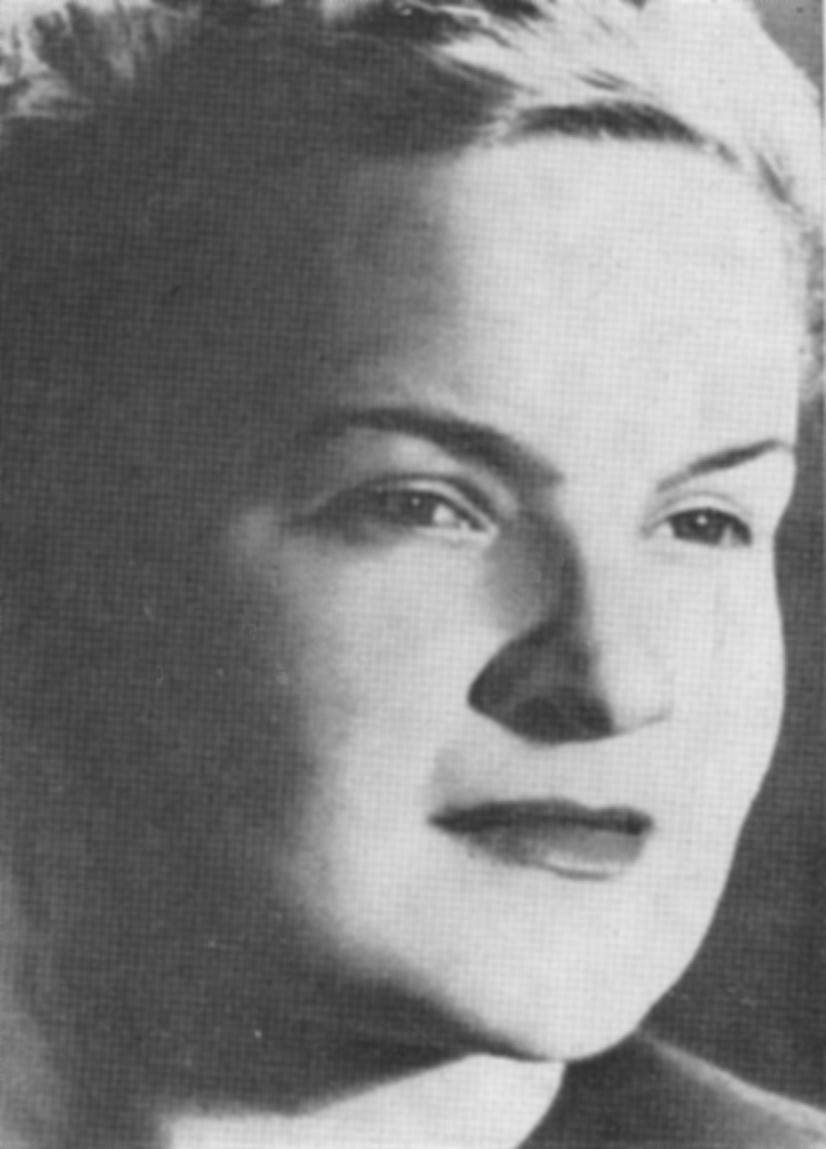
Erika Gräfin von Brockdorff
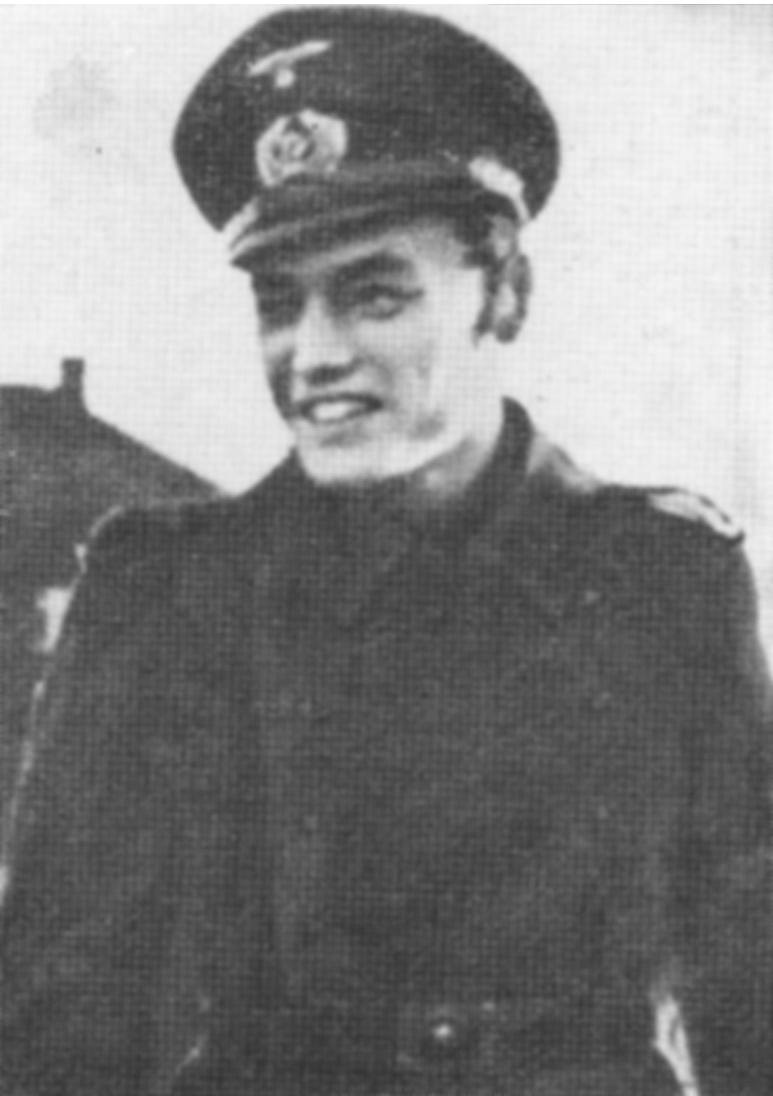
Horst Heilmann
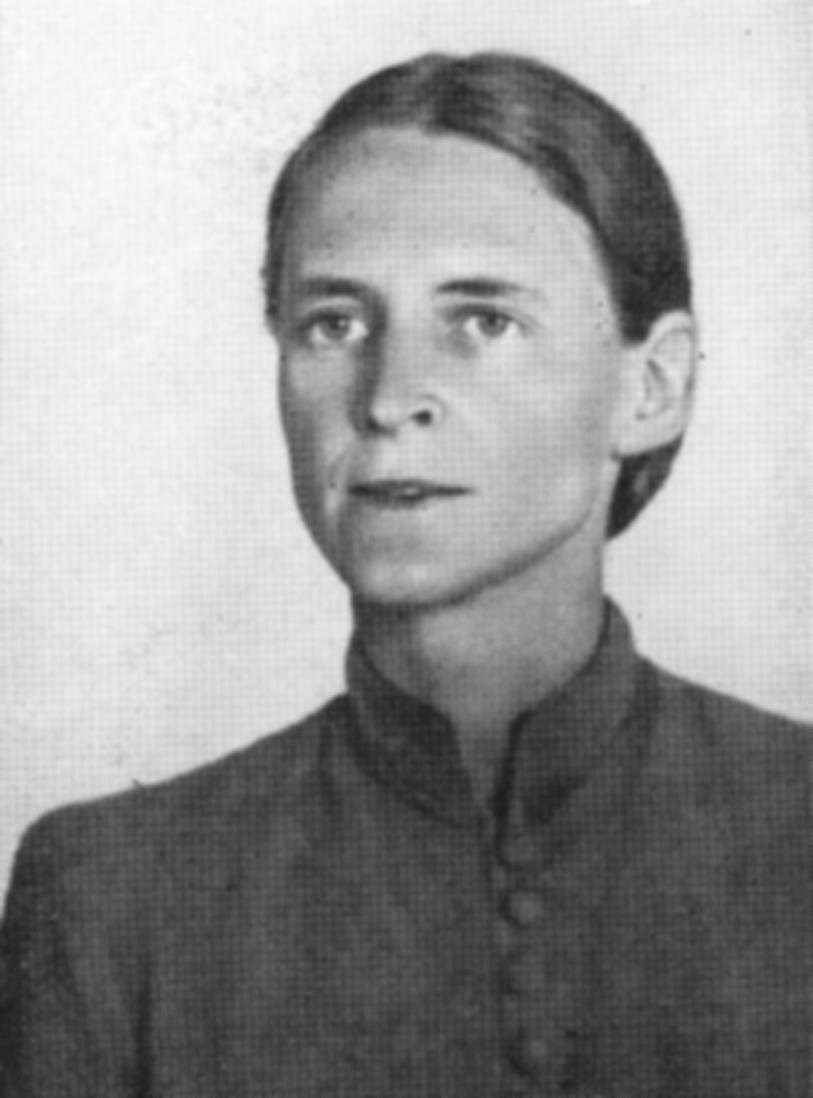
Mildred Harnack
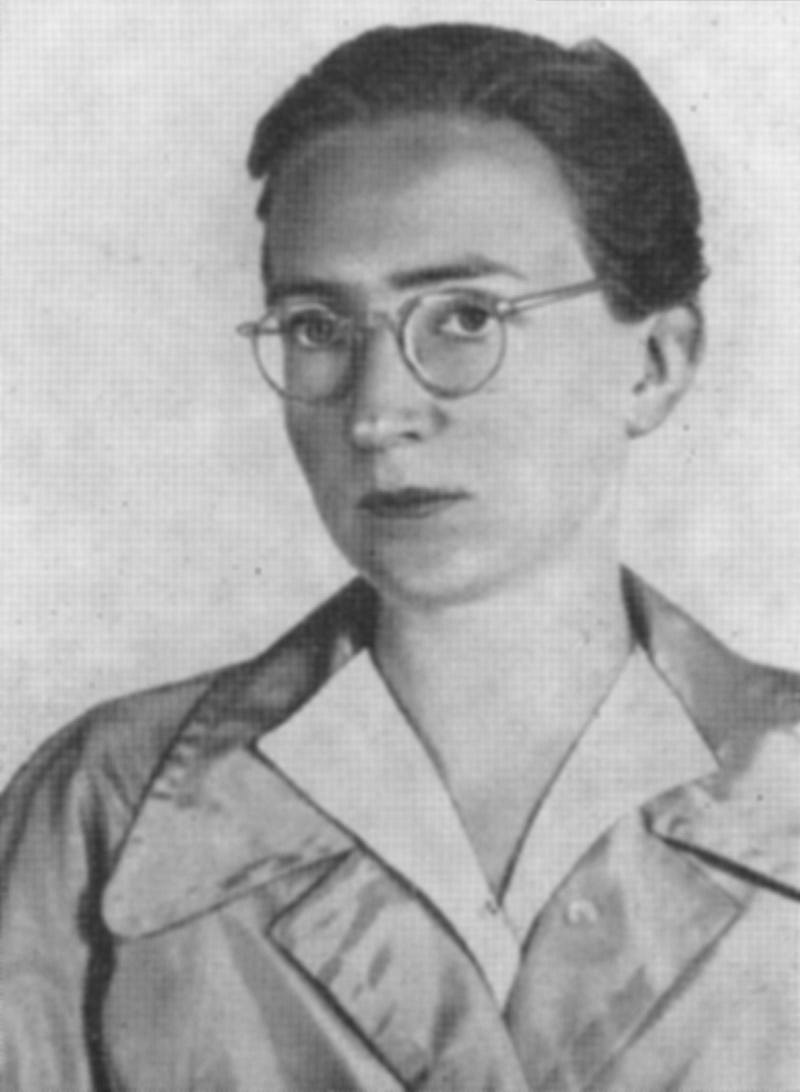
Hilde Coppi
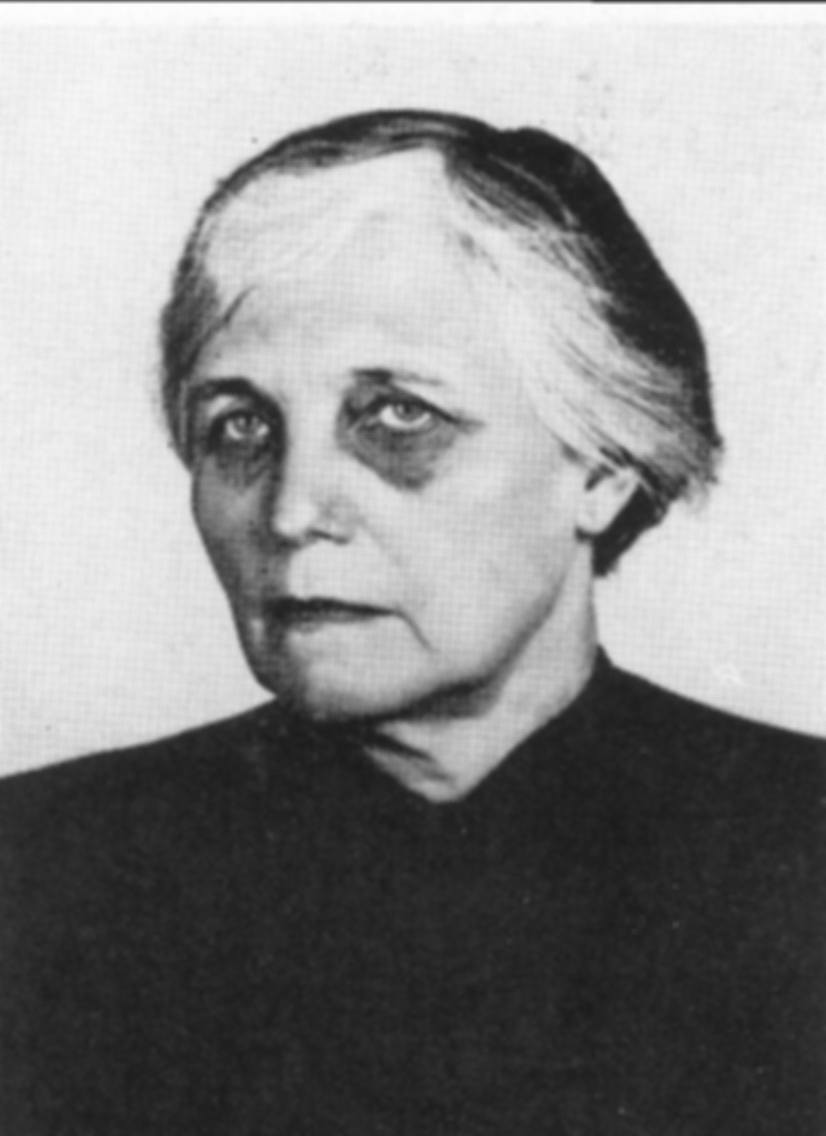
Anna Kraus
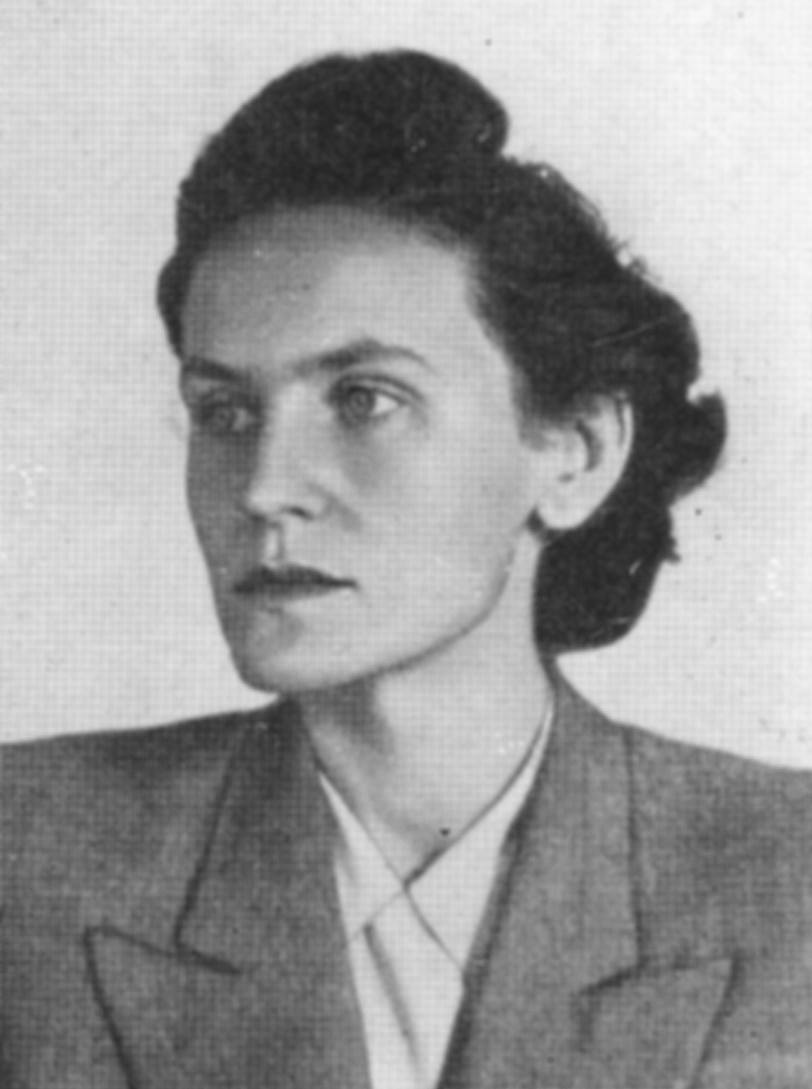
Ilse Stöbe
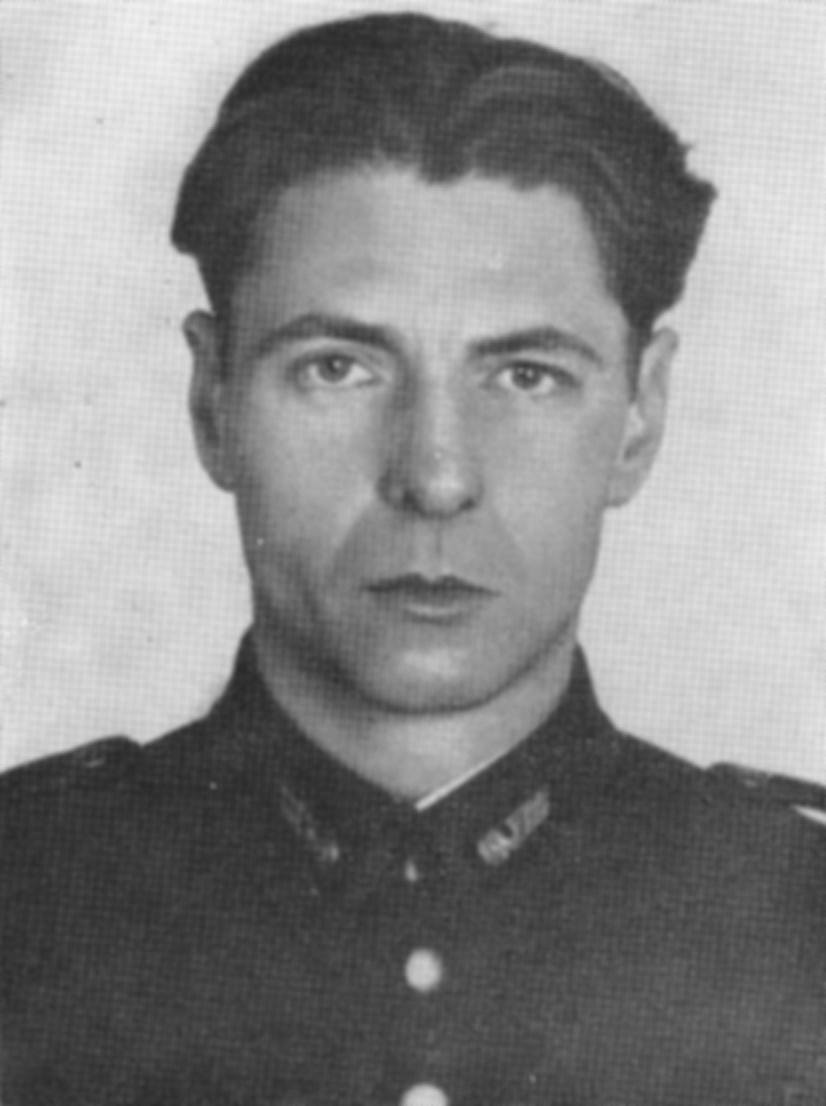
John Sieg